# Josef Nepomucký
Josef Nepomucký (12. října 1897 Předboj – 8. dubna 1972 Praha) byl československý tesař, rolník, funkcionář Jednotného svazu českých zemědělců a politik, ministr zemědělství a dlouholetý předválečný i poválečný poslanec Národního shromáždění za Komunistickou stranu Československa.

## Biografie
Od roku 1912 byl členem sociálně demokratické strany, v roce 1921 vstoupil do KSČ. V letech 1929–1938 a 1946–1971 byl členem ÚV KSČ. Do funkce člena Ústředního výboru Komunistické strany Československa ho v poválečném období poprvé zvolil VIII. sjezd KSČ. Ve funkci ho potvrdil IX. sjezd KSČ, X. sjezd KSČ, XI. sjezd KSČ, XII. sjezd KSČ a XIII. sjezd KSČ.
V parlamentních volbách v roce 1935 se stal poslancem Národního shromáždění. Poslanecké křeslo si oficiálně podržel do konce roku 1938 (rozpuštění KSČ). Profesí byl tehdy malorolníkem. Podle údajů z roku 1935 bydlel v obci Předboj.
Po osvobození byl v letech 1945–1946 poslancem Prozatímního Národního shromáždění za KSČ respektive za Jednotný svaz českých zemědělců. Mandát obhájil v parlamentních volbách v roce 1946 a do roku 1948 zasedal v Ústavodárném Národním shromáždění.
V parlamentních volbách v roce 1948 byl zvolen ve volebním kraji České Budějovice do Národního shromáždění ČSR, kde získal mandát i v parlamentních volbách v roce 1954. Po parlamentních volbách v roce 1960 usedl do Národního shromáždění Československé socialistické republiky. Zde setrval i po parlamentních volbách v roce 1964 a byl členem parlamentu až do roku 1968. V období let 1969–1971 ještě sloužil jako poslanec ve Sněmovně lidu Federálního shromáždění. Poslancem tak byl nepřetržitě po 26 let (a s předválečným poslaneckým mandátem po 29 let).
V době komunistického režimu zastával četné politické funkce včetně vládních. Ve vládě Antonína Zápotockého a první vládě Viliama Širokého byl v letech 1951–1953 ministrem zemědělství. Byl také vedoucím funkcionářem spotřebního družstva Včela a Svazu domkářů a malorolníků. V letech 1945–1948 byl místopředsedou, poté do roku 1951 předsedou Jednotného svazu českých zemědělců. V roce 1959 byl na sjezdu Ústřední rady družstev zvolen jejím předsedou. Ve funkci byl potvrzen roku 1962 a působil v ní do roku 1967. K roku 1954 se profesně uvádí jako první náměstek ministra zemědělství.
V roce 1955 mu byl udělen Řád republiky, v roce 1967 Řád Klementa Gottwalda.